# チャールズ・ディーズ
チャールズ・ディーズ（Charles Deas、1818年12月22日 - 1867年3月23日）はアメリカ合衆国の画家である。アメリカ西部のインディアンや毛皮猟師などを描いた作品で知られる。

## 略歴
フィラデルフィアで生まれた。はじめ陸軍士官学校への入学を目指したが失敗し、フィラデルフィアでジョン・サンダーソンに絵を学んだ後、1836年から1年間、ニューヨークのナショナル・アカデミー・オブ・デザインで学んだ。インディアンを描いた絵を展示して巡業していた画家のジョージ・カトリンの展示会を訪れ、影響を受けた。1839年にナショナル・アカデミーの準会員になった。
1840年にウィスコンシン州、クロウフォード郡のクロウフォード砦に駐留する兄を訪ねて旅しその後、スー族やポーニー族の集落を通って、プラット川沿いを、セントルイスまで旅した。セントルイスを拠点とすることにして、数か月間、インディアンの部族のなかで過ごし、彼らの風俗に親しんだ 。作品をニューヨークのナショナル・アカデミーの展覧会や会員制の美術愛好者団体、アメリカン・アート・ユニオンに送り、人気のある画家になった。1847年にニューヨークに戻った。1849年のセントルイスの大火で作品の多くが失われた。
1859年に精神疾患に襲われた。1967年にニューヨークで死去した。

## 作品

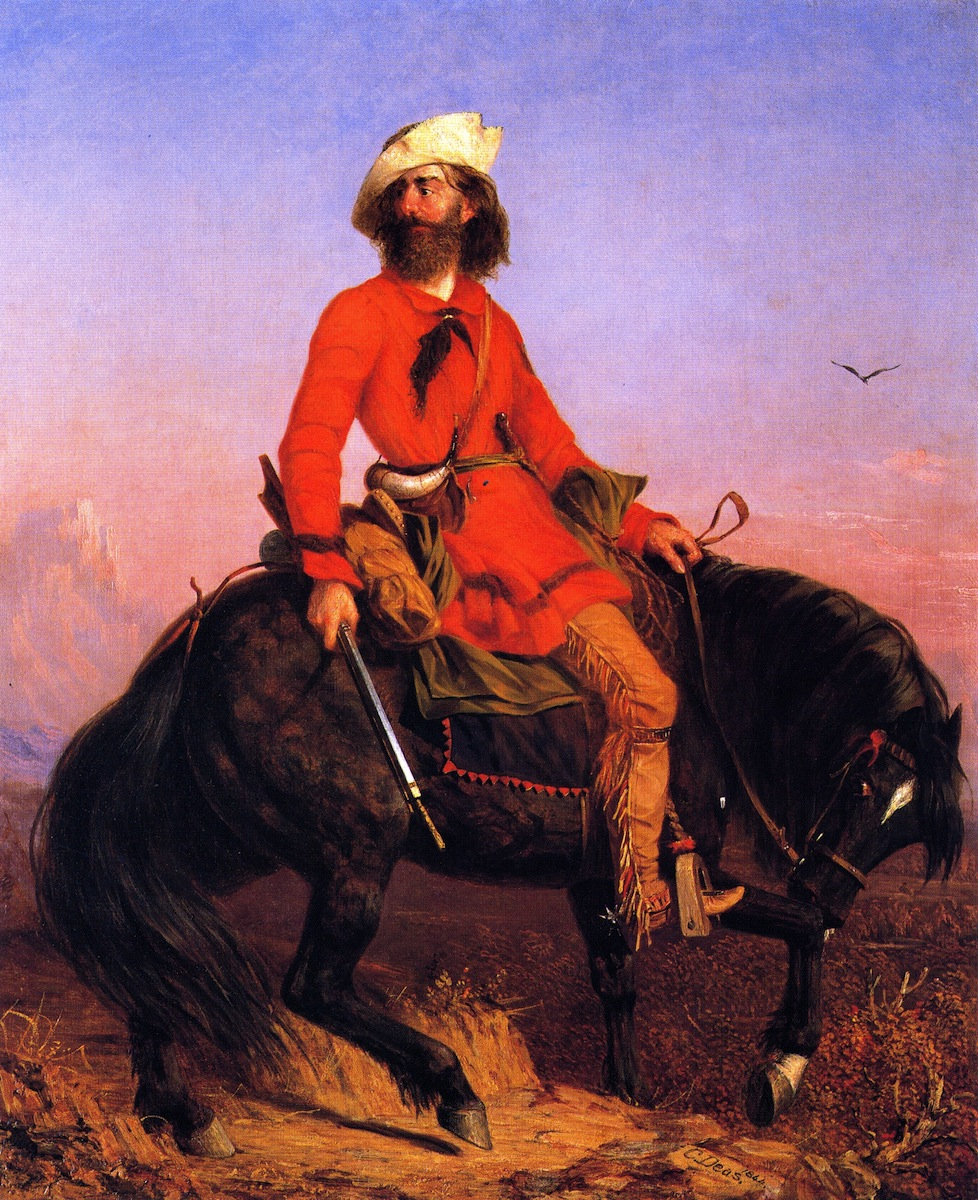
Long Jakes; The Rocky Mountains Man(1844)
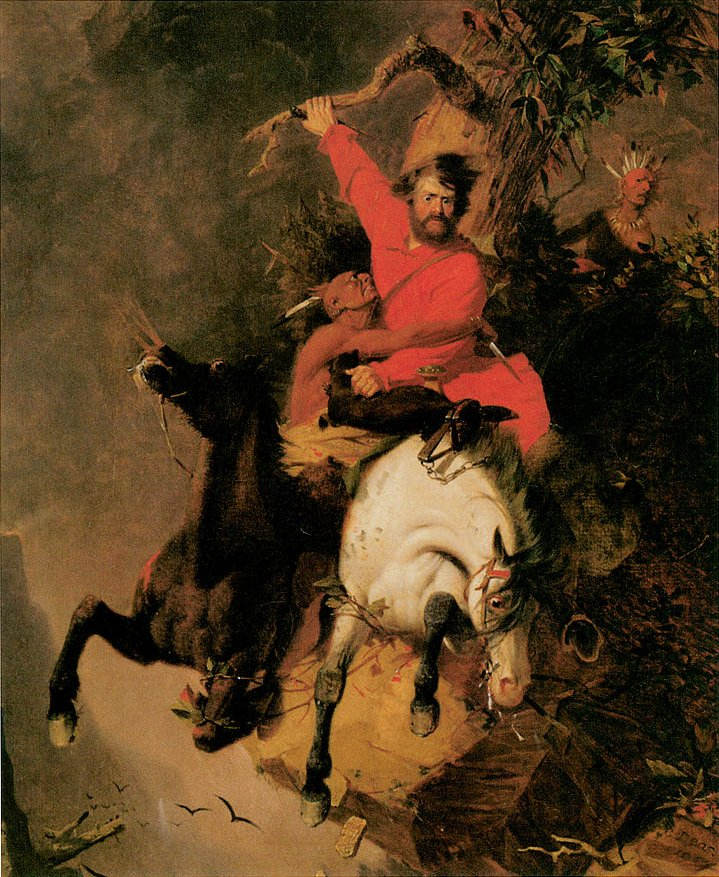
The Death Struggle (1845)
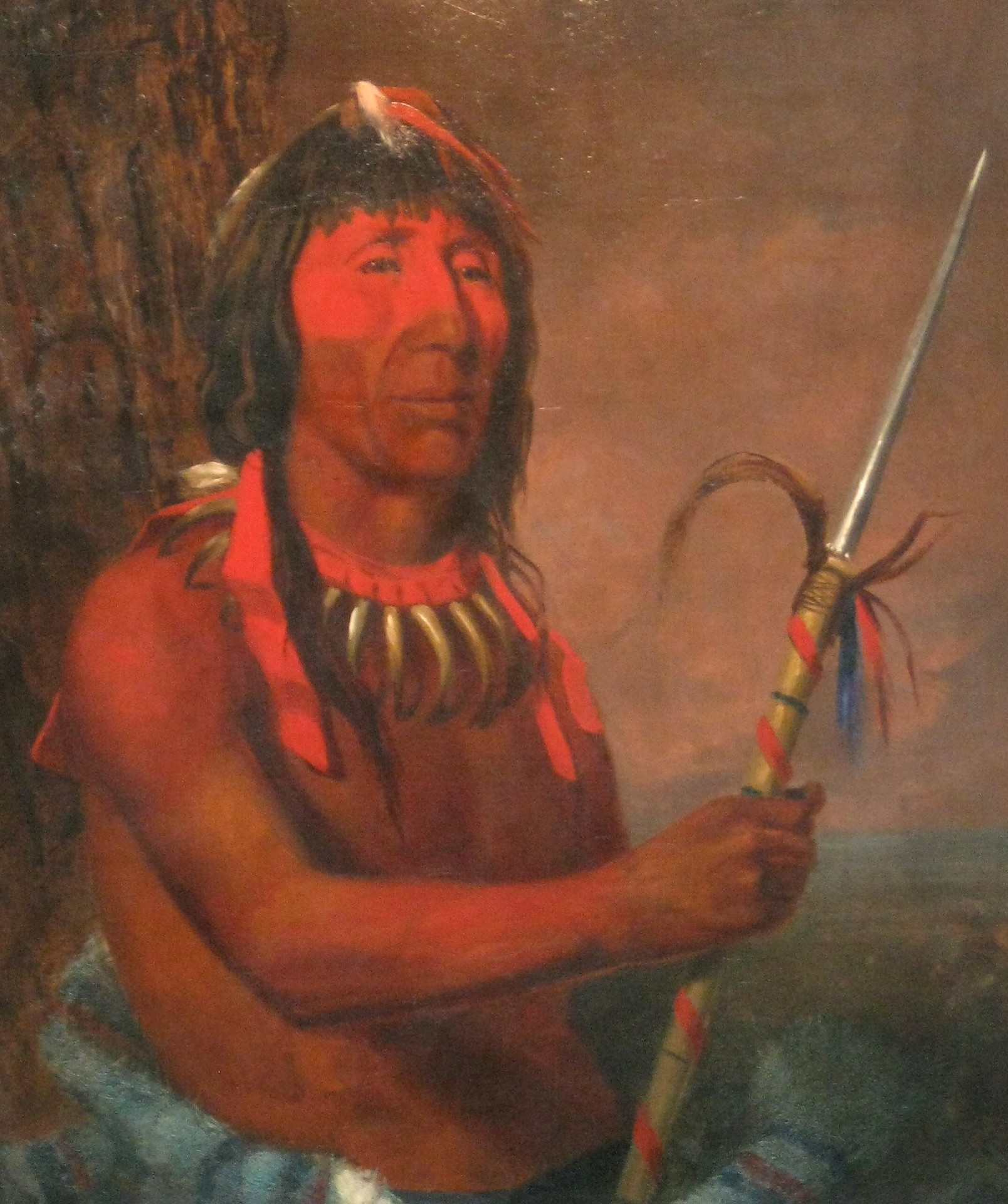
(1840)
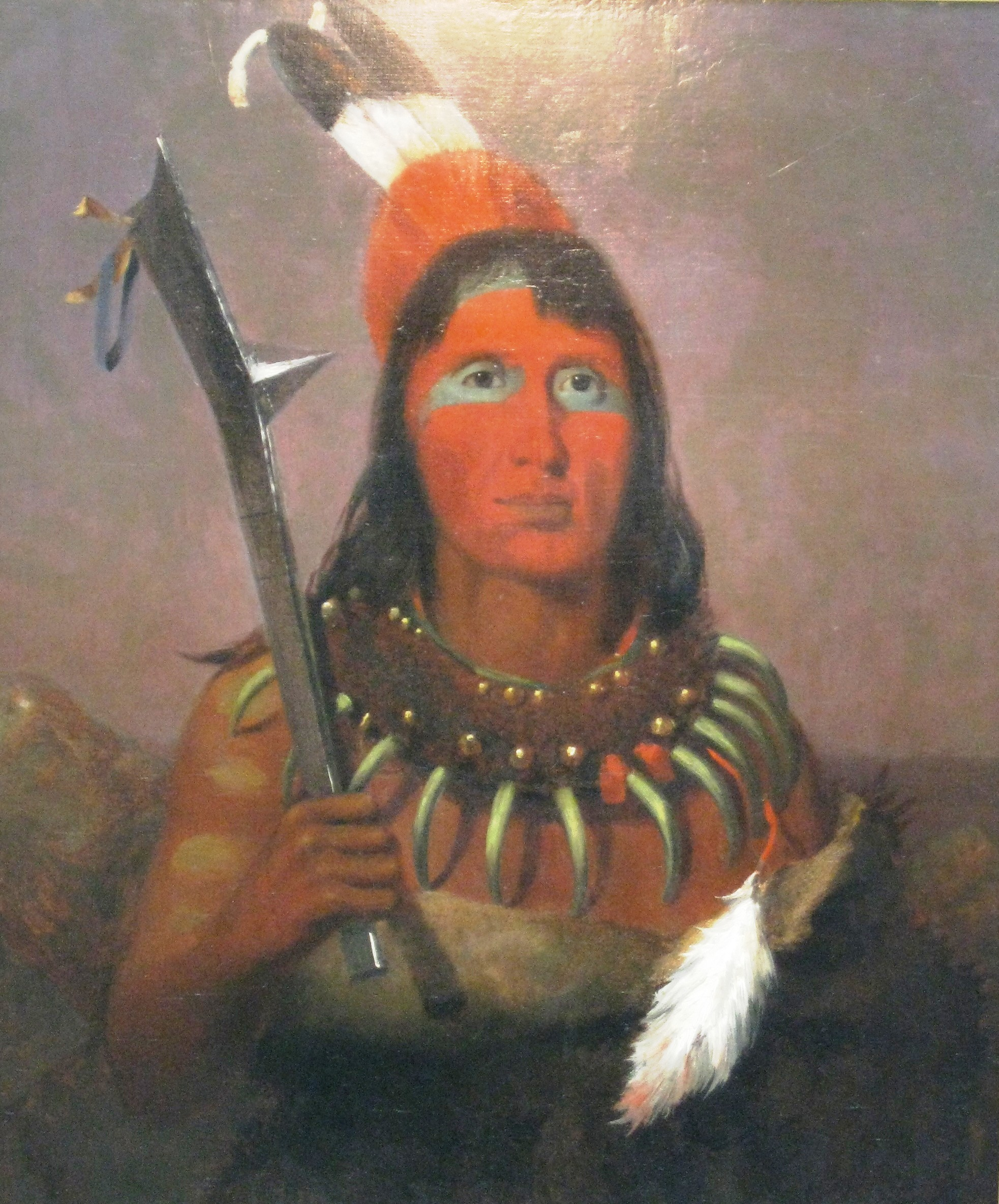
(1840)

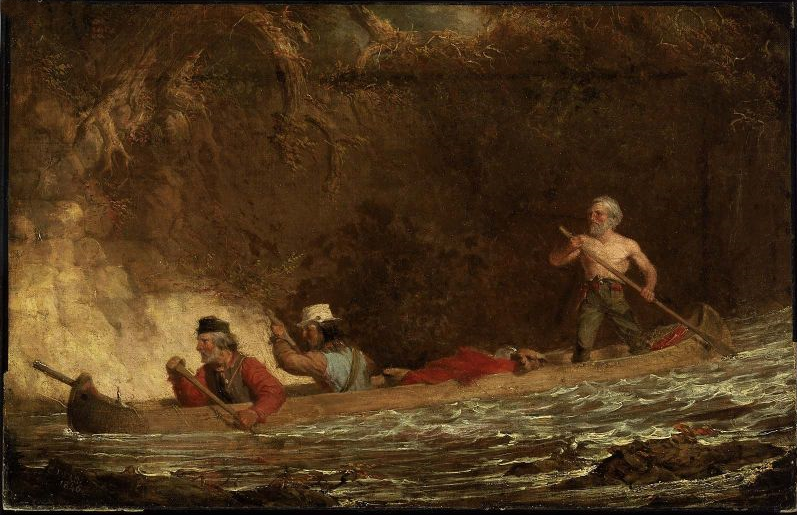
河を進む人々(1846)
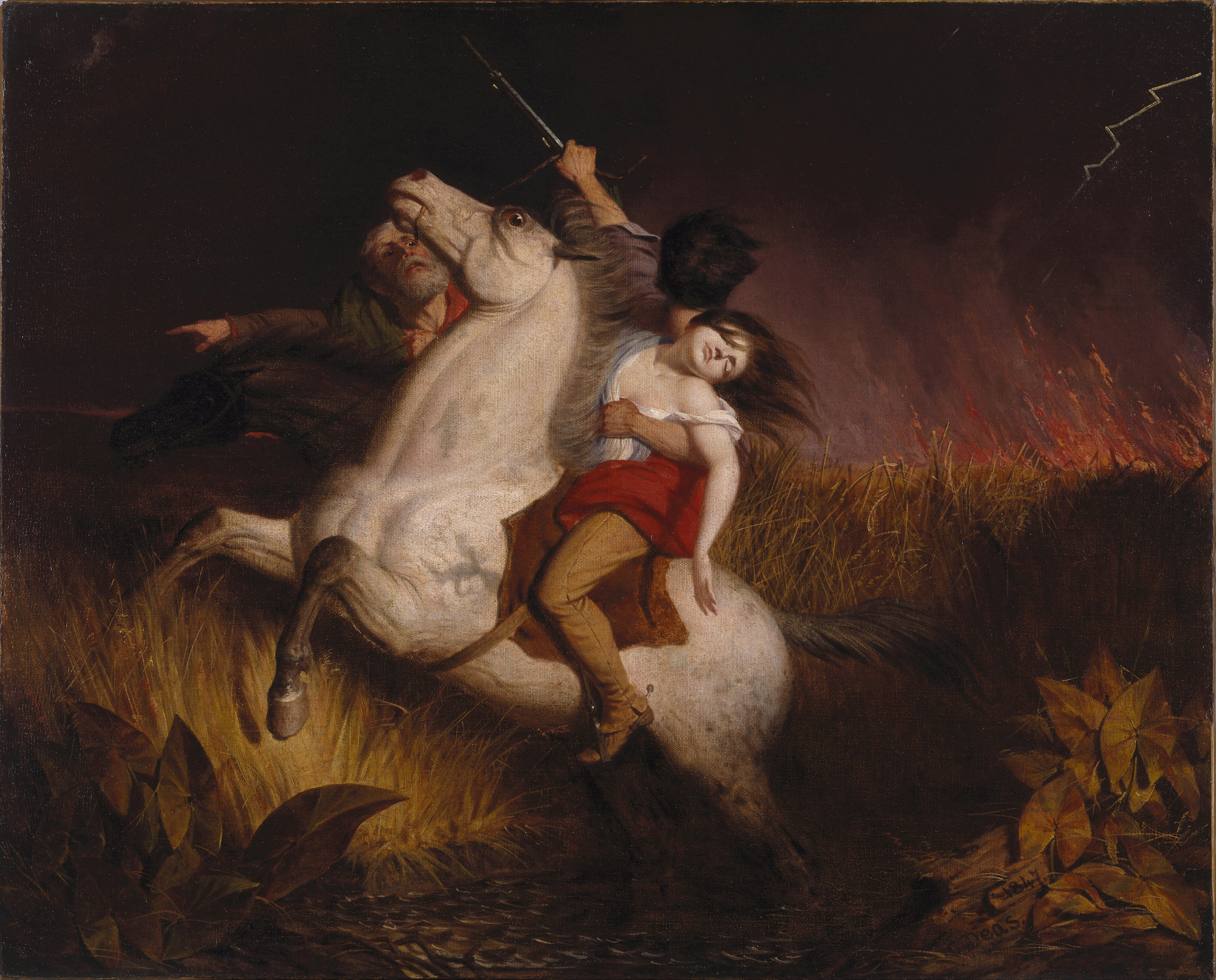
平原の火災
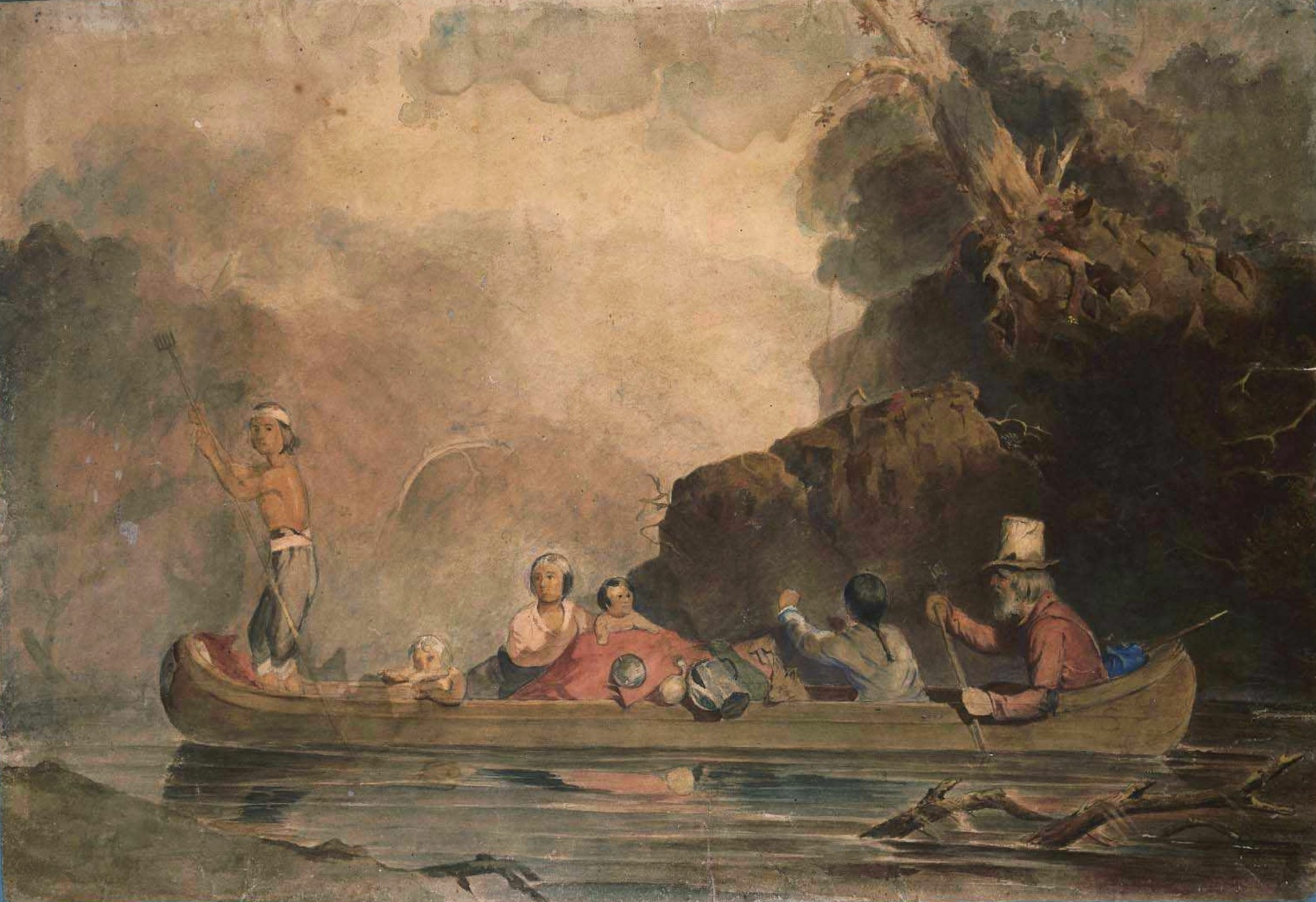
猟師と家族